# E-555轟炸機
E-555轟炸機是第二次世界大戰末期，納粹德國的阿拉多飛機製造廠研發的噴射轟炸機，因此它又名「Ar 555」，這是一種可以由德国出發，橫渡大西洋直搗美国的長程轰炸机，外表甚至以今日的眼光看仍然很科幻，但E-555轟炸機卻永遠祇停留在圖紙階段而從沒有造出實物。

## 基本資料（E-555-1）
- 全長:12.35米
- 翼展:28.4米
- 全高:3.74米
- 最快速度:920公里/小時
- 最遠航程：7500公里
- 武器：4挺MG 151機炮+4000公斤炸彈
- 動力:6個BMW003A噴射發動機
- 乘員:3人

## 型號
- E-555-1
- E-555-2
- E-555-3
- E-555-4
- E-555-5
- E-555-6
- E-555-7
- E-555-8
- E-555-9
- E-555-10
- E-555-11

## 簡介

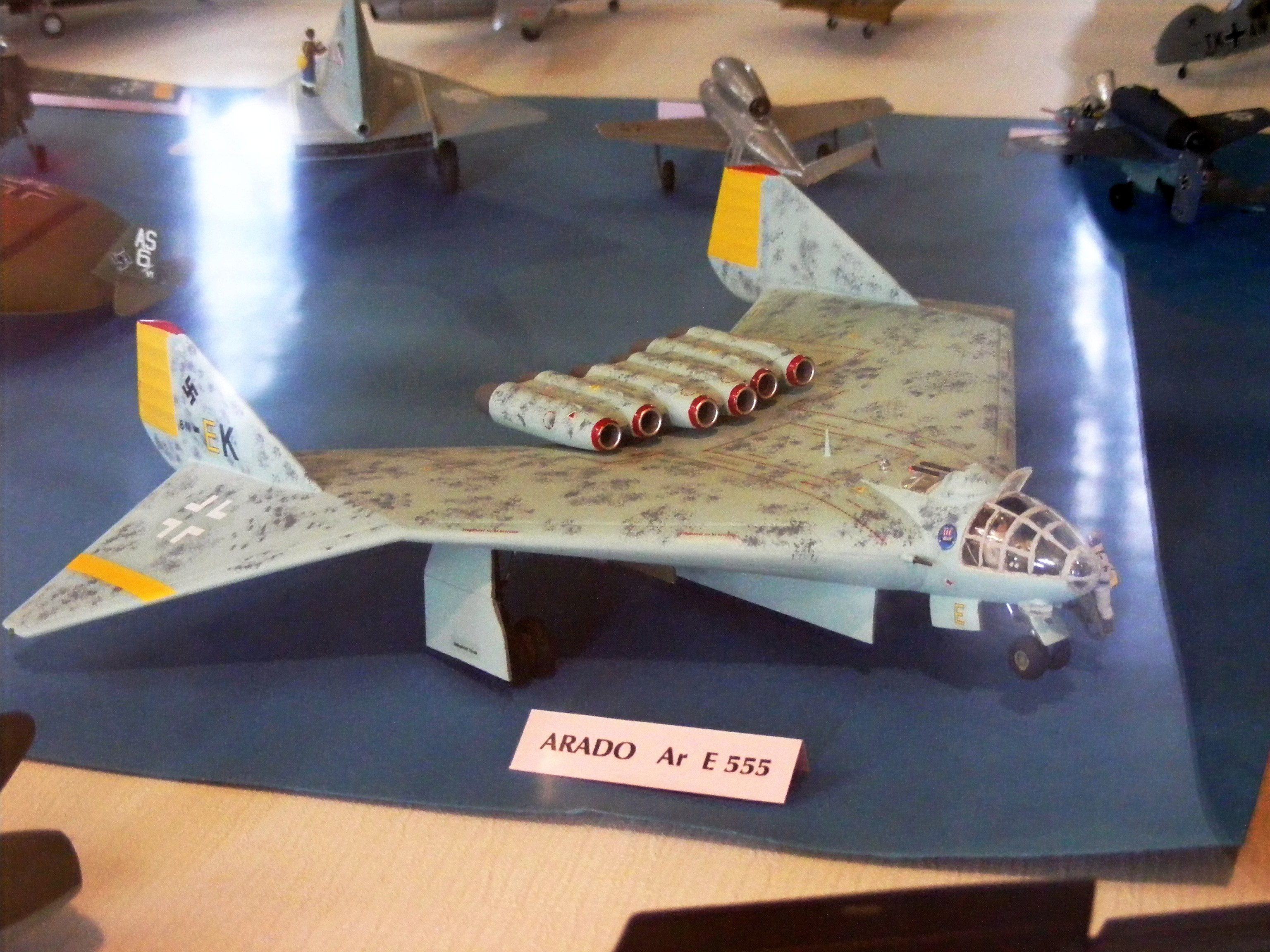
阿拉多研發的E-555轟炸機最終祇有模型

E-555轟炸機原自1943年推出的「美國轟炸機」計劃，這是對美國本土的遠程轟炸作戰計劃，阿拉多對此有多達11種設計方案，每個方案都不相同，但整體來說都是飛翼機身加噴射發動機。
機身是一個大三角形，左右兩側的機翼末端向下折處有方向舵，噴射發動機在機背，以E-555-1來說是6部BMW003A噴射發動機，炸彈艙在機腹而能載4噸炸彈，在這大三角形的最前方是駕駛艙，內裡有3名乘員，分別是兩名飛行員和一名機槍手，機槍手能在駕駛艙遙控兩個炮塔（一個在駕駛艙後方而另一個在機尾）而每個有兩挺MG 151機炮。
1944年，E-555已研發至E-555-11，它會在機背有4個BMW018噴射發動機，但由於美英盟軍已攻入歐洲，德國空軍已再無機會轟炸美國，同年12月整個研發計劃被終止，並無造出實物。

## 外部連結
- Revell 04367 Arado Ar555（页面存档备份，存于）
- WW2 documentary Arado E 555
- Arado Ar.E555 Take off.f4v（页面存档备份，存于）